# Akutan (Alaska)
Akutan es una ciudad ubicada en el borough de Aleutianas Orientales en el estado estadounidense de Alaska. En el año 2000 tenía una población de 749 habitantes y una densidad poblacional de 15,3 personas por km². Es el poblado más occidental de América.

## Geografía
Akutan se encuentra ubicada en las coordenadas 54°7′57″N 165°46′30″O / 54.13250, -165.77500.

## Demografía
Según la Oficina del Censo en 2000 los ingresos medios por hogar en la localidad eran de $33.750, y los ingresos medios por familia eran $43.125. Los hombres tenían unos ingresos medios de $13.988 frente a los $23.750 para las mujeres. La renta per cápita para la localidad era de $12.258. Alrededor del 45,5% de la población estaban por debajo del umbral de pobreza.